# Fonds-Saint-Denis
Fonds-Saint-Denis là một xã thuộc tỉnh Martinique nước Pháp. Xã này nằm ở khu vực có độ cao từ 129-1159 mét trên mực nước biển. Dân số theo điều tra năm 1999 của INSEE là 883 người.